# Aida Bauzá
Aida Isabel Bauzá Bastard (20 settembre 1989) è un'ex pallavolista portoricana, nel ruolo di opposto.

## Carriera

### Club
La carriera di Aida Bauzá inizia nei tornei scolastici portoricani, giocando con la Saint Francis School. In seguito partecipa alla lega universitaria statunitense NJCAA Division I prima con il Western Nebraska, con cui conquista il titolo nazionale e viene premiata come MVP del torneo, e poi con l'Hillsborough.
Torna quindi in patria, dove inizia la carriera da professionista disputando la Liga de Voleibol Superior Femenino 2010 con le Mets de Guaynabo, dove resta per due annate. Per la Liga de Voleibol Superior Femenino 2012 si trasferisce alle Gigantes de Carolina, che lascia nell'edizione seguente del torneo che disputa con le Vaqueras de Bayamón. Dopo un'annata di inattività, rientra in campo per la Liga de Voleibol Superior Femenino 2015, militando per un triennio con le Gigantes de Carolina. 
Milita poi nelle Amazonas de Trujillo Alto nel biennio 2019-20, cambiando ruolo da schiacciatrice a opposto; dopo aver disputato la Liga de Voleibol Superior Femenino 2021 con le Grises de Humacao, nell'annata seguente difende i colori delle Atenienses de Manatí.

### Nazionale
Nel 2021 fa il suo debutto nella nazionale portoricana in occasione della NORCECA Final Six.

## Palmarès

### Club
- NJCAA Division I: 1

2007

### Premi individuali
- 2007 - NJCAA Division I: MVP